# George Van Lidth de Jeude
George Octave Marie François Van Lidth de Jeude (Antwerpen, 17 november 1904 - Brugge, 24 november 1988) was een Belgisch advocaat en politicus voor de LP / PVV.

## Levensloop
Jonkheer George Van Lidth de Jeude behoorde tot een familie van wie de stamvader, Joseph van Lidt de Jeude (1794-1883), in 1856 erkenning in de erfelijke Belgische adel verkreeg. Hij was een zoon van Octave Van Lidth de Jeude (1861-1961) en van Hélène Bossuyt (1874-1954). Hij promoveerde tot doctor in de rechten aan de ULB en vestigde zich als advocaat in Antwerpen. Hij trouwde met Reine Theus (1905-1981) en ze hadden twee zoons.
In 1950 was hij kabinetschef van de liberale minister van Justitie Albert Lilar. Verkozen tot gemeenteraadslid van Antwerpen in 1964, werd hij in 1965 voor de PVV verkozen tot lid van de Kamer van volksvertegenwoordigers voor het arrondissement Antwerpen en vervulde dit mandaat tot in maart 1974. In de periode december 1971-maart 1974 had hij, als gevolg van het toen bestaande dubbelmandaat, ook zitting in de Cultuurraad voor de Nederlandse Cultuurgemeenschap, die op 7 december 1971 werd geïnstalleerd en de verre voorloper is van het Vlaams Parlement.